# Francis Hamilton Stuart
Francis Hamilton Stuart (* 20. Juli 1912 in Melbourne; † 1. Februar 2007) war ein australischer Botschafter.

## Leben
Francis Hamilton Stuart besuchte die Geelong Church of England Grammar School, das Brasenose College in Oxford und studierte an der University of Oxford.
Im Jahr 1940 wurde er als britischer Vice-Consul in Bangkok berufen und trat 1945 in den auswärtigen Dienst Australiens (Department of Foreign Affairs) ein, wobei er in Paris, Jakarta und Singapur eingesetzt wurde. Von 1950 bis 1953 fungierte er in Neu-Delhi als Gesandtschaftsrat und zeitweilig als Geschäftsträger und übernahm anschließend bis 1956 das Amt des Zeremonienmeister beim Department of Foreign Affairs.
Ein Jahr später wurde Stuart zunächst als Gesandter und anschließend als Botschafter nach Phnom Penh versetzt. Ab 1961 wurde er als Botschafter in Kairo (Vereinigte Arabische Republik) und ab dem 9. Juni 1966 in Manila bei Ferdinand Marcos akkreditiert. Zwischenzeitlich übernahm er 1967 für ein Jahr die Vertretung der australischen Regierung bei der SEATO. Von 1970 bis zum 21. September 1973 war er Hochkommissar und, nach dem Austritt Pakistans aus dem Commonwealth of Nations, ab 31. Januar 1972 Botschafter in Islamabad.
Schließlich wurde Stuart am 8. Juni 1973 zum Botschafter in Warschau und Berlin ernannt und hatte vom 21. September 1973 bis zum 8. September 1977 seinen Dienstsitz in Warschau.
| Vorgänger             | Amt | Nachfolger            |
| --------------------- | --- | --------------------- |
| Walter Crocker        | australischer Geschäftsträger in Neu-Delhi 1950 bis 1953                                                             | Walter Crocker        |
| —                     | Leiter der australischen Auslandsvertretung in Phnom Penh 1957 bis 1961                                              | Noël Deschamps        |
| John Paul Quinn       | australischer Botschafter in Kairo 1961 bis 1966                                                                     | Lawrence John Lawrey  |
| Alfred Thorp Stirling | australischer Botschafter in Manila 9. Juni 1966 bis 1970                                                            | James Charles Mgram   |
| Lewis Harold Border   | australischer Hochkommissar in Islamabad 20. August 1970 bis 21. September 1973                                      | Arthur Malcolm Morris |
| James Lloyd           | australischer Botschafter in Warschau 8. Juni 1973 ernannt vom 21. September 1973 bis 8. September 1977 akkreditiert | Robert Stephen Laurie |